# Bataille de Darbytown Road
Guerre de Sécession
Batailles
Campagne de Richmond-Petersburg
- 1re Petersburg
- 2e Petersburg
- Jerusalem Plank Road
- Raid de Wilson–Kautz
- Stauton River Bridge
- Sappony Church
- 1re Ream's Station
- 1re Deep Bottom
- Cratère
- 2e Deep Bottom
- Globe Tavern
- 2e Ream's Station
- Raid de Beefsteak
- Chaffin's Farm
- Peebles' Farm
- Vaughan Road
- Darbytown & New Market Roads
- Darbytown Road
- Fair Oaks & Darbytown Road
- Boydton Plank Road
- Bataille de Trent's Reach
- Hatcher's Run
- Fort Stedman

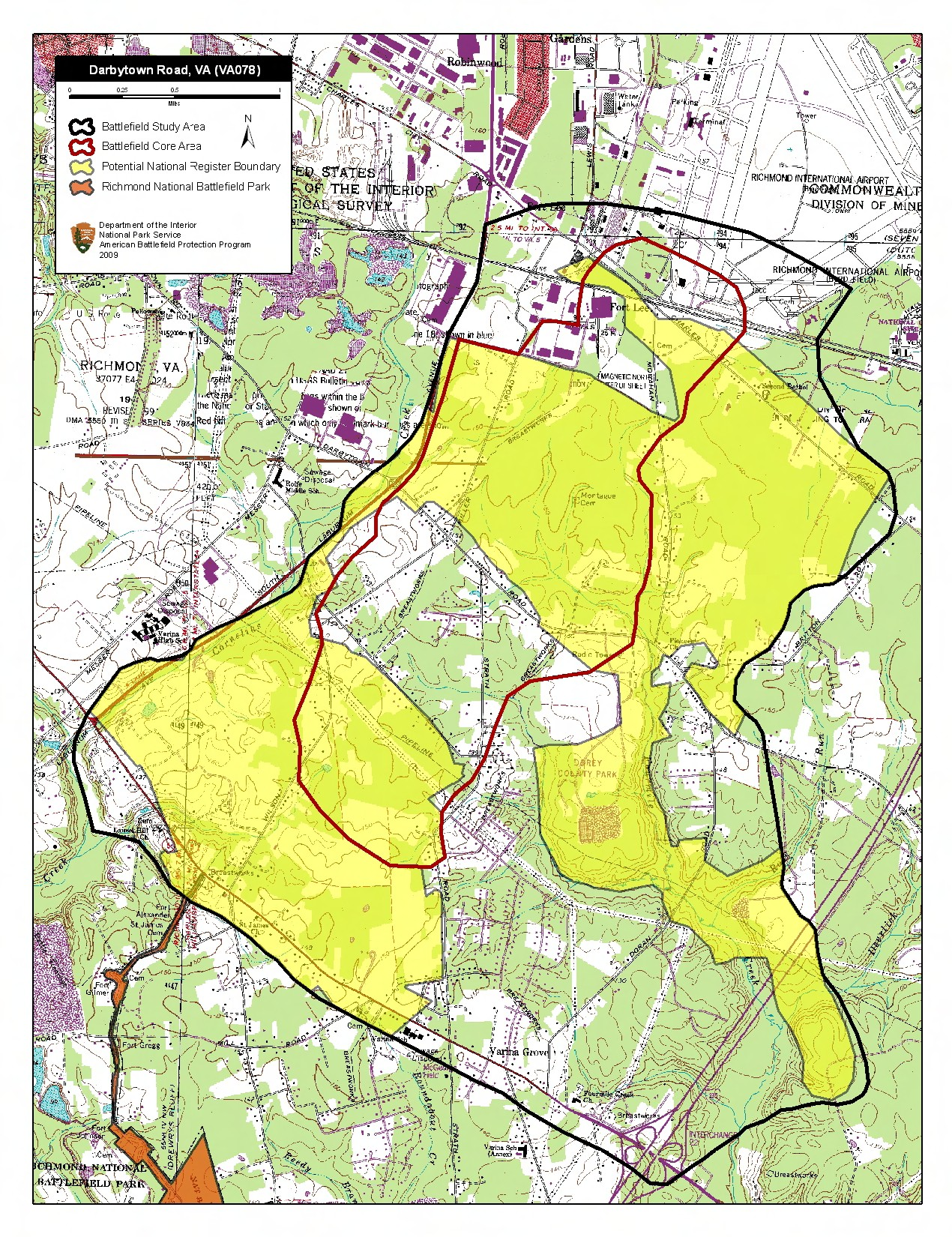
Carte du champ de bataille de Darbytown Road et des zones d'étude par le programme de protection des champs de bataille américains.

La bataille de Darbytown Road s'est déroulée le 13 octobre 1864, entre les forces de l'Union et confédérées. Les confédérés tentent de reprendre le terrain qu'ils ont perdu face aux forces fédérales lors des combats près de Richmond, en Virginie. Leurs efforts échouent.
Le 13 octobre, les forces de l'Union avancent pour trouver et tater la nouvelle ligne défensive confédérée en face de Richmond. Bien que principalement un combat de tirailleurs, une brigade fédérale lance un assaut contre les fortifications au nord de Darbytown Road et est repoussée avec de lourdes pertes. Les fédéraux se retirent dans leurs lignes retranchées le long de New Market Road.